# 보노만
보노국(Bono state), 혹은 보노만(Bonoman)은 보노족이 세운 무역국가로, 현재의 가나 남쪽에 위치하였다. 보노만은 현재 가나 보노주, 보노이스트주, 아하포주, 그리고 코트디부아르 동부 지역에 있던 중세 아칸족 왕국이였다. 보노만은 이후 금을 찾아 새로운 아칸족 국가를 세우러 떠난 아칸족 집단들의 기원으로 받아들여지고 있다. 12세기 초부터 보노만이 금무역으로 호황을 맞으면서, 중세시대부터 아칸족의 권력과 부의 발생지로 자리매김하였다.

## 기원
보노만을 세운 아칸족 집단의 기원은 지금의 사헬, 당시 와가두에 있던 보노족 원주민들이 자신들의 전통적인 조상숭배와 민족정신을 지키려고 하던 중, 이들 중 이슬람교에 반대하고 대항하여 전투를 벌였던 아칸족 집단이 사하라 사막 남쪽, 현재의 가나 지역으로 이주했다고 전해진다.

## 보노만의 무역중심지

### 보노 만소
보노 만소 (Bono Manso, "보노족의 국가에서"), 혹은 보노 만수는 보노만의 무역지로, 현재의 보노이스트주 지역에서 주요한 무역중심지였다. 블랙볼타강이 남쪽에서 사바나와 숲 지대로 갈라지는 지점에 위치하였고, 사하라 종단 무역의 한 지점으로 젠네와 팀북투에서 온 마차들이 자주 거쳐갔다. 주요 거래 품목으로는 콜라나무 열매, 소금, 피혁, 그리고 금이 있었다. 14세기 중반부터 금은 가장 중요한 거래 품목이였다.

### 베그호
베그호 (Begho, 비그후 혹은 비투)는 브롱아하포주의 남서부에 위치하였다. 보노 만소와 함께, 베그호는 상당히 중요한 무역 중계지로서 1100년부터 말리 제국에서 온 마차들이 자주 거쳐갔다. 주요 거래 품목으로는 상아, 소금, 피혁, 콜라나무 열매, 직물, 그리고 구리 합금물이 있었다.

베그호 지역에서 1305년에서 1750년 사이에 축조된 벽 구조물과 도자기, 담뱃대, 그리고 철을 제련한 흔적 등이 발굴을 통해 드러났다. 베그호는 당시 1만명이 넘는 인구가 거주했었던 것으로 추정되며, 1471년 포르투갈인들이 도착했을 당시 서아프리카 남부 지역에서 가장 큰 도시 중 하나였다.
베그호는 16세기 중반에 이르러 금 공급량을 유지하는데 실패하였다고 전해지면서 말리 제국에 의해 점령되었다. 말리 제국은 베그호를 점령하면서 당시 왕가라 족이 장악하고 있었던 금 무역을 잠시 동안 일부분 펼칠 수 있었다. 현재 버려진 채로 남아있는 베그호는 가나의 하니 부근에 위치해 있다.

### 본두쿠
본두쿠(Bonduku)는 보노만 제국의 또 다른 무역 중심지였다. 본두쿠는 이후 면화로 유명했던 기야만 (혹은 자망 왕국)의 수도가 되기도 하였다. 기야만은 1450년부터 1895년까지 현재 가나와 코트디부아르 지역에 존재했었다.

## 보노만의 도시구획
에파-겜피 (Effah-Gyamfi)는 발굴 작업, 탄소 연대 측정, 그리고 현지 구전에 따라 보노만 도시 발전의 단계를 3단계로 상정하였다. 1단계 (13세기~15세기)에는 도심지가 상대적으로 작았으며, 수천 명의 인구가 도심에 집중되지 않은 형태로 거주하였다. 건물들은 초벽 형태로 지어졌다. 도색된 토기가 도심 반경 3.3km 내외에 분포되어 있었다.
2단계 (16세기~17세기)에는 도심지가 훨씬 큰 규모였으며, 주로 고르게 분포된 거주지를 중심으로 시장이 들어섰다. 당시 유리구슬, 운모로 코팅된 도기 등의 수입물품이 지역에 유입되어, 이 시기부터 장거리 무역에 참여하였음을 알 수 있다.

## 보노만의 몰락
보노만의 몰락은 주변에 더 많은 아칸족 국가들이 형성되는 과정 중, 보노만에서 아칸족 인구들이 대거 유출되는 가운데 일어났다. 보노만의 국력이 약해진 요인으로는 지도층 간의 갈등, 세금 문제, 그리고 황금 해안으로 직접 접근하지 못하면서, 주변의 다른 아칸족 국가들이 무역으로 영향력이 많아진 것에 있다.

## 아칸 문화에 대한 영향
아칸 문화의 다양한 양상이 보노만에서 비롯되었는데, 왕족들을 위한 우산과 나라를 대표하던 검, 이외에도 의자, 금세공, 대장간, 켄테 옷감 직조술, 그리고 금 저울 등이 전해졌다.